# 太田ダム
太田ダム（おおたダム）は、兵庫県神崎郡神河町、市川水系太田川に建設されたダム。関西電力の発電用ダムで、太田第一ダム・太田第二ダム・太田第三ダム・太田第四ダム・太田第五ダム（いずれもロックフィルダム）の総称である。ダム湖（人造湖）の名は太田池（おおたいけ）という。

## 概要
太田池は、明治時代、南小田発電所（みなみおだはつでんしょ。南小田第一発電所、南小田第二発電所の総称）の貯水池として建設された。関西電力は、この周囲に5基のダムを建設することで拡張し、同社の揚水式水力発電所・大河内発電所（おおかわちはつでんしょ）の上池として利用している。

### 南小田第一発電所
姫路水力電気（1926年3月に中国水力電気と合併して中国合同電気（現在の関西電力・中国電力））により建設された水路式発電所で、最大出力1450キロワット。1909年（明治42年）12月運用開始。

### 南小田第二発電所
姫路水力電気により建設された水路式発電所で、最大出力720キロワット。1919年（大正8年）5月運用開始。

### 大河内発電所
関西電力により建設された揚水式水力発電所で、下池・長谷ダム（はせダム）との間で水を往来させ、最大128万キロワットの電力を発生する。1992年（平成4年）運用開始。

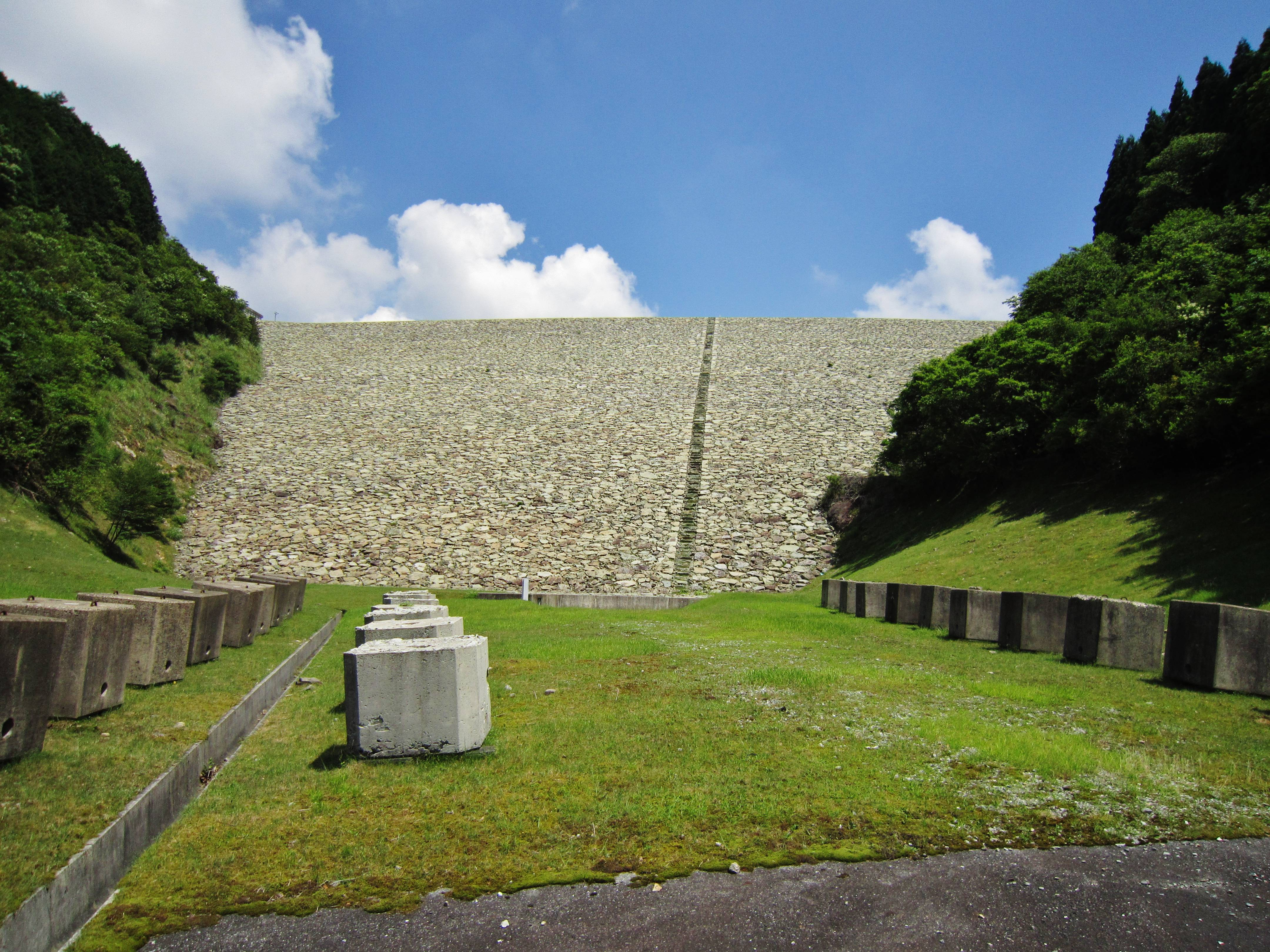
太田第一ダム
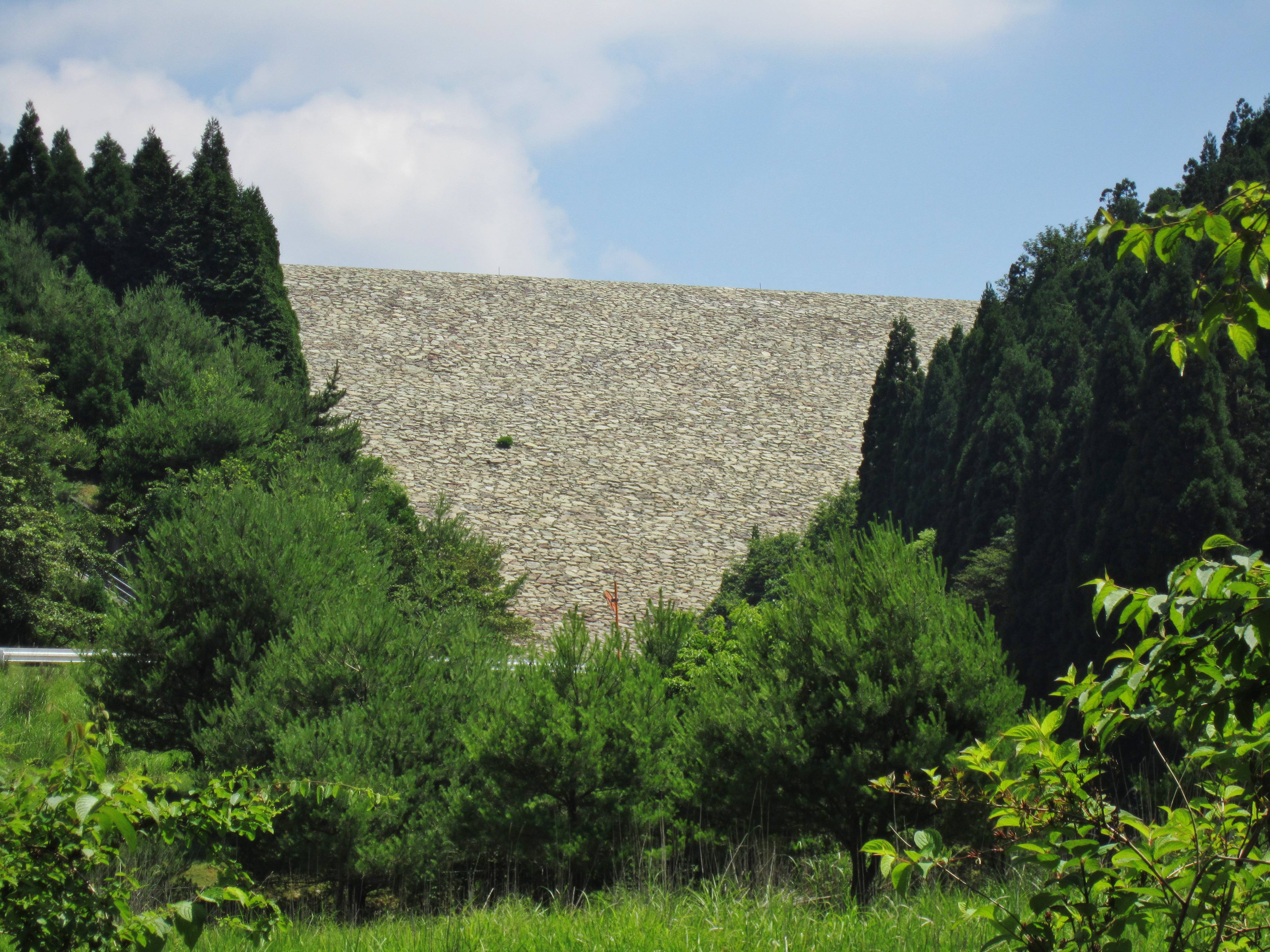
太田第二ダム
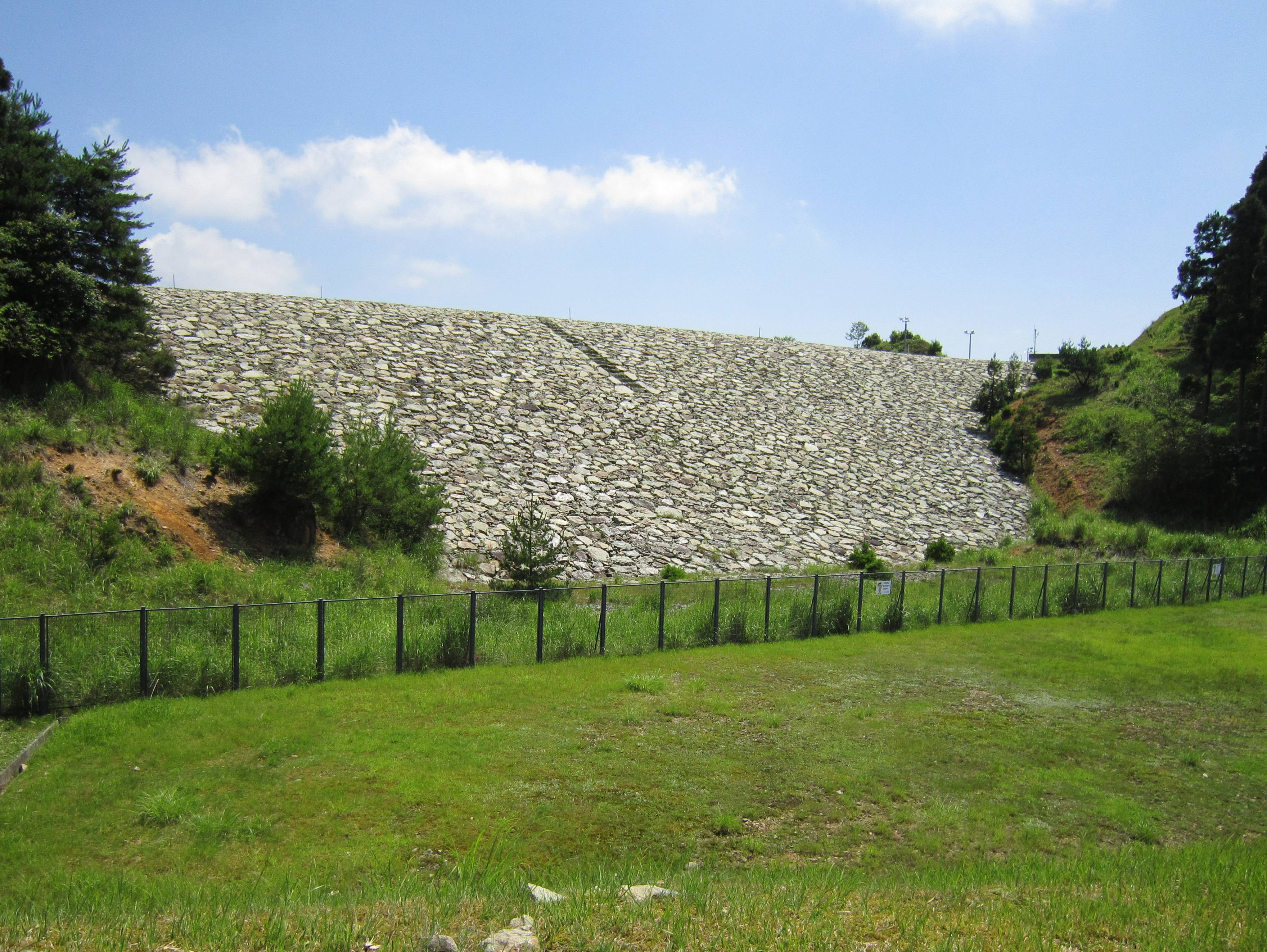
太田第五ダム
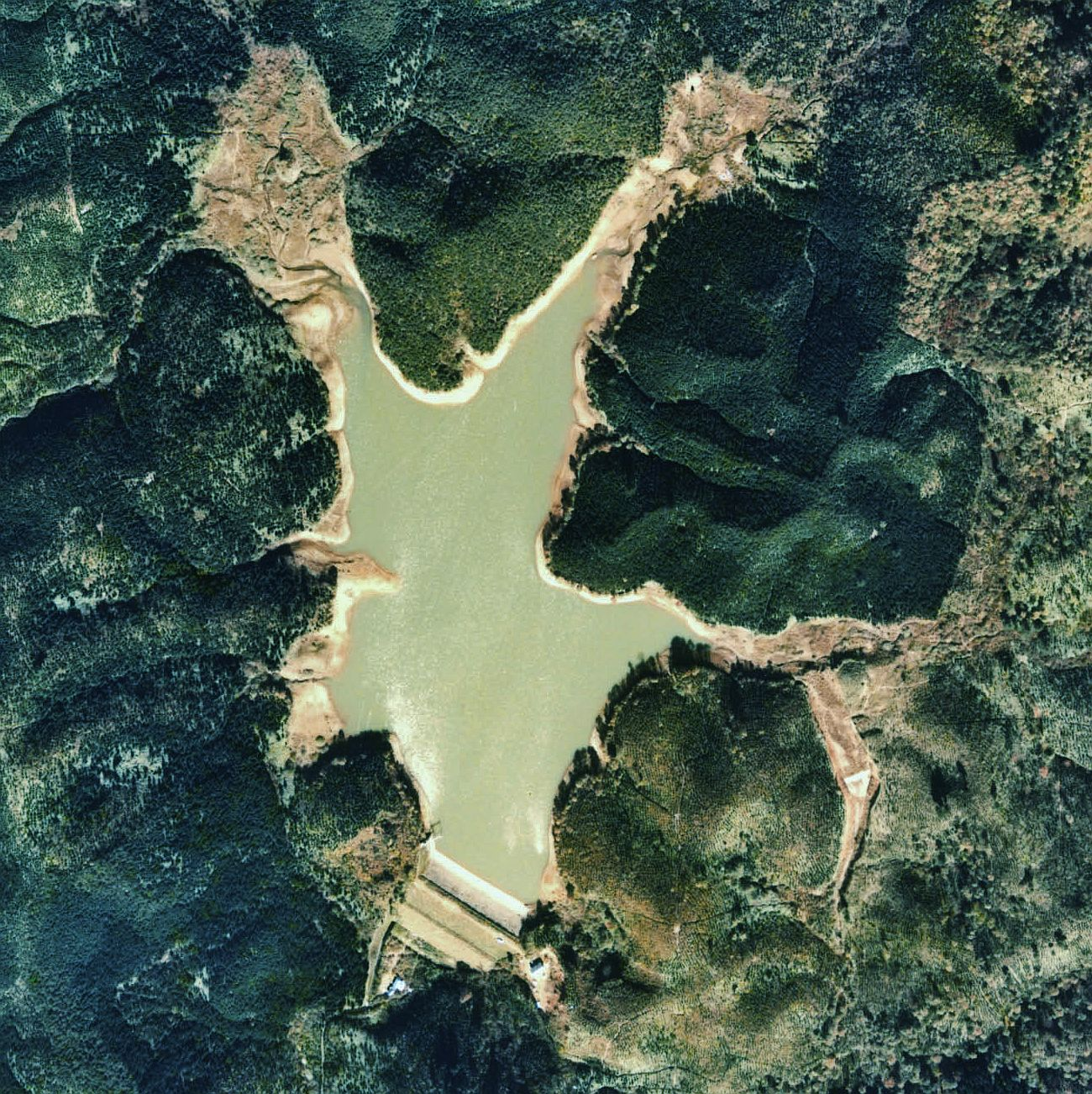
再開発前の太田池
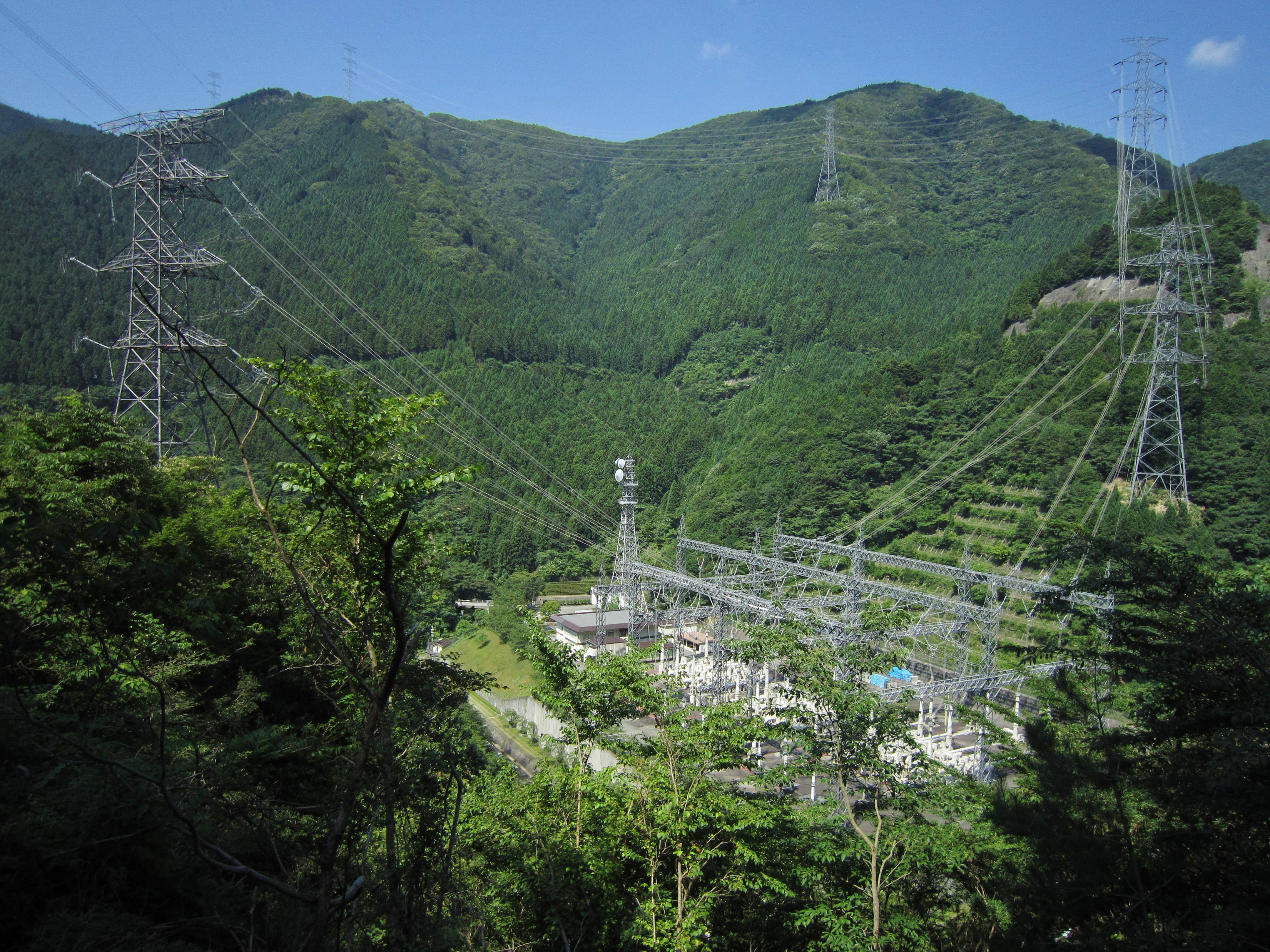
大河内発電所
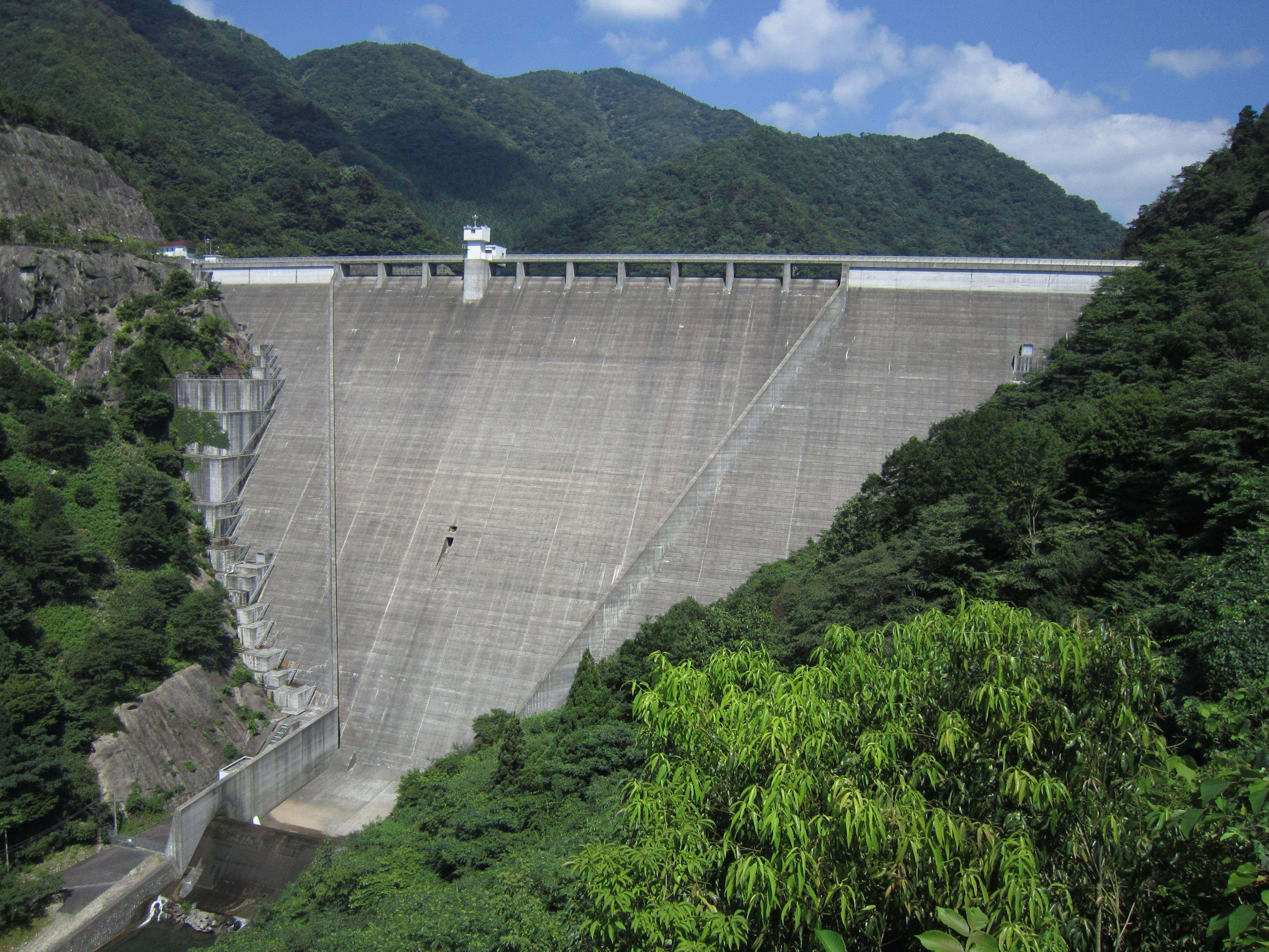
下池・長谷ダム
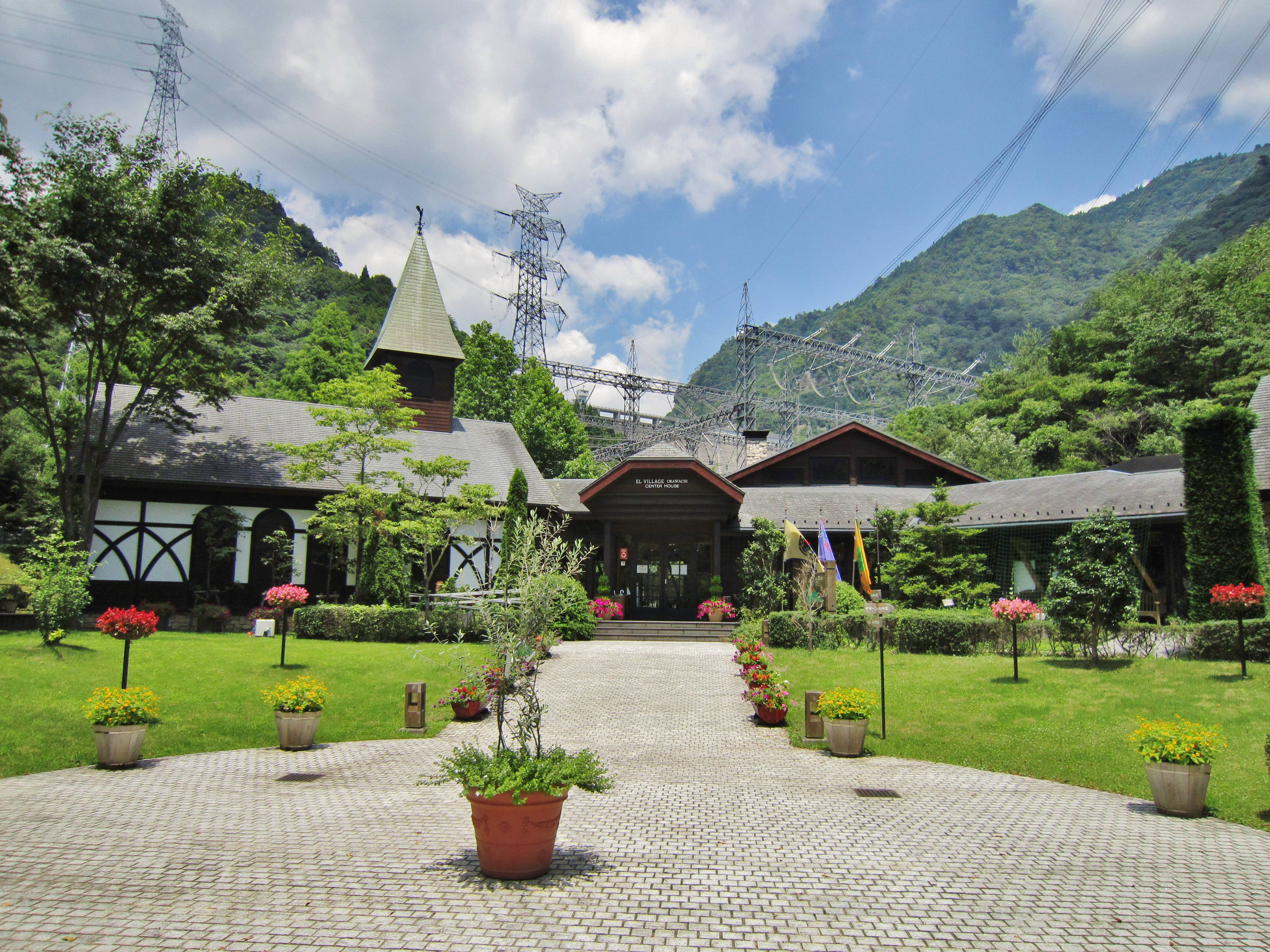
PR施設のエルビレッジおおかわち